# Infarkt miokarda
Infarkt miokarda ili srčani udar (lat. infarctus myocardii) posljedica je potpunog prekida dotoka krvi koronarnoj arteriji ili njezinim granama. Najčešće nastaje naglo, akutno zbog tromboze koja začepi lumen koronarne arterije ili njenih grana i dovede do infarkta. Drugi su uzroci krvarenje u stijenci žile, tromboembolija iz lijevog atrija, ponekad čak i jak udarac u prsnu kost (sternum).
Ako bolesnik preživi infarkt u pogođenom području miokarda razvija se najprije ishemija, zatim infarkt i nekroza, koju kasnije nadomjesti fibrozno tkivo tj. ožiljak.

## Klinička slika
Varira ovisno o mjestu i veličini infarkta te drugim faktorima. Najčešće počinje iznenada, jakom, prodornom zaprsičnom (retrosternalnom) boli, koja ne popušta ni u stanju mirovanja, ni pri reakciji na nitroglicerin. Obično se širi prema žličici i lijevom ramenu i ruci, ali i prema desnom ramenu. Bol je ponekad toliko jaka da bolesnika zahvati smrtni strah.
Ako se pravovremeno ne pruži pomoć razvija se kardiogeni šok: bolesnik poblijedi, oblije ga hladan znoj, javlja se pad tlaka, a puls postaje slab, ubrzan i nepravilan. Čest ishod je zastoj ili fibrilacija ventrikla što zahtijeva kardiopulmonalnu reanimaciju.

### Dijagnoza
Dijagnoza se postavlja na osnovi karakteristične kliničke slike, specifičnih promjena u EKG-u te laboratorijskim nalazima povišenih enzima CK, CK-MB, troponin I i troponin T.
Međutim, nije svaka bol u području srca angina pectoris ili infarkt. Mnoga druga stanja mogu oponašati srčanu bol kao npr. gastritis, hijatalna hernija, koštano-mišićna bol uzrokovana izobličenjem vratne kralježnice itd. (vidi bol u prsima).

### Komplikacije
Komplikacije infarkta miokarda nisu rijetke, a ni lake. To su: kardiogeni šok, insuficijencija lijevog srca, ruptura stijenke srca, perforacije septuma, aritmije, embolije rjeđe zbog uvođenja antikoagulantne terapije.

### Liječenje
Liječenje infarkta miokarda se provodi u jedinici intenzivne koronarne skrbi. Bol se suzbija najčešće morfijem, daju se antiaritmici, atropin kod bradikardije i adrenalin u reanimaciji kod srčanog aresta uz ostalu popratnu terapiju. Prema procijeni liječnika nekim oboljelima se odmah daje trombolitička terapija (npr. Actilyse).

## Vanjske poveznice

### Sestrinski projekti
|  | Zajednički poslužitelj ima još gradiva o temi Infarkt miokarda |

### Mrežna sjedišta
- (hrv.) Elektrokardiogram (EKG) infarkta miokarda  Arhivirana inačica izvorne stranice od 6. svibnja 2009. (Wayback Machine)

|  | Molimo pročitajte upozorenje o korištenju medicinskih informacija. Ne provodite liječenje bez savjetovanja s liječnikom! |